# Podosphaera plantaginis
Podosphaera plantaginis är en svampart som först beskrevs av Castagne, och fick sitt nu gällande namn av U. Braun & S. Takam. 2000. Podosphaera plantaginis ingår i släktet Podosphaera och familjen Erysiphaceae.   Inga underarter finns listade i Catalogue of Life.
I den svenska databasen Dyntaxa används istället namnet Sphaerotheca plantaginis för samma taxon.  Arten är reproducerande i Sverige.